# Wałecki
Wałecki là một huyện thuộc tỉnh Zachodniopomorskie của Ba Lan. Huyện có diện tích 1415 km². Đến ngày 1 tháng 1 năm 2011, dân số của huyện là 54023 người và mật độ 38 người/km².